# Гётеборгская школа бизнеса, экономики и права

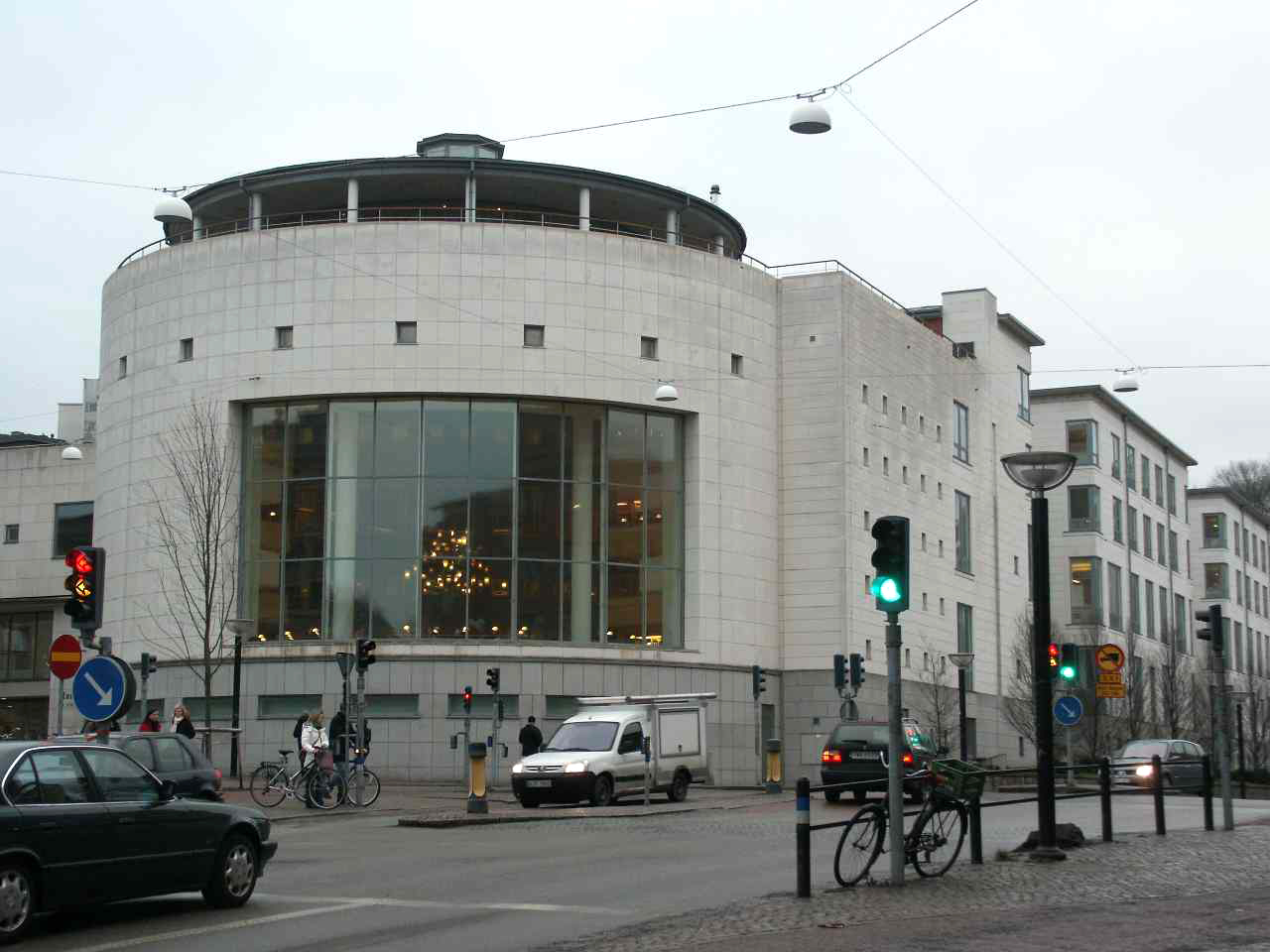

Гётеборгская школа бизнеса, экономики и права (швед. Handelshögskolan vid Göteborgs universitet; англ. School of Business, Economics and Law) — экономическое и юридическое учебное заведение; подразделение Гётеборгского университета. Школа основана в 1923 году.
Школа готовит специалистов по следующим специальностям: «Международный бизнес», «Международный менеджмент», «Международный учёт», «Промышленная и финансовая экономическая теория», «Логистика и транспортный менеджмент», «Менеджмент интеллектуального капитала», «Туризм и менеджмент в медицине».
Организационно школа включает: факультеты Экономической теории, Экономической истории, Права, Информатики, Делового администрирования; центры Финансов и Потребительских наук. С 1990 года в рамках школы действует Гётеборгский исследовательский институт.